# Crna Glava (wieś)
Crna Glava (cyr. Црна Глава) – wieś w Serbii, w okręgu raskim, w gminie Raška. W 2011 roku liczyła 203 mieszkańców.